# Baddhakónásana

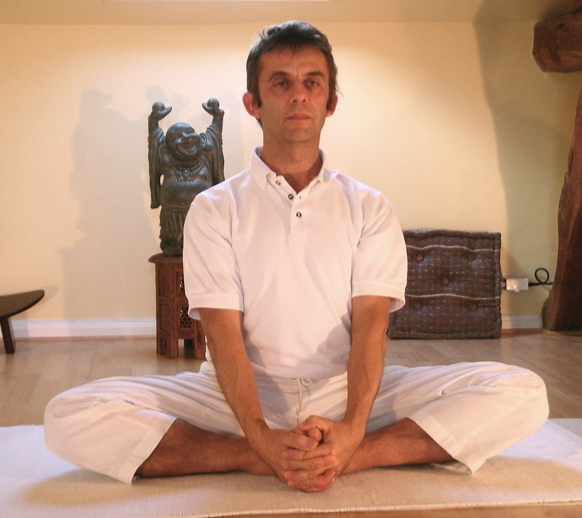
Baddhakónásana

Baddhakónásana neboli pozice ševce, řídč. motýla je jednou z ásan.

## Etymologie
baddha (बद्ध, baddha) znamená "vázán", kona (कोण, koṇa) "úhel" a Asana (आसन, Āsana), což znamená "sezení"

## Popis
V pozici hole se přitáhnou kotníky a chodidla co nejvíce do třísla. Stehna se tlačí směrem ven, kolena k podložce. Následuje jemné kmitání koleny nebo předklony, s rovným trupem se protahuj páteř a lokty se tlačí do lýtek, kolena k zemi nebo hlavq k chodidlům (vzniknou kulatá záda) a lokty se tlačí do stehen, aby se přiblížila kolena k podložce.

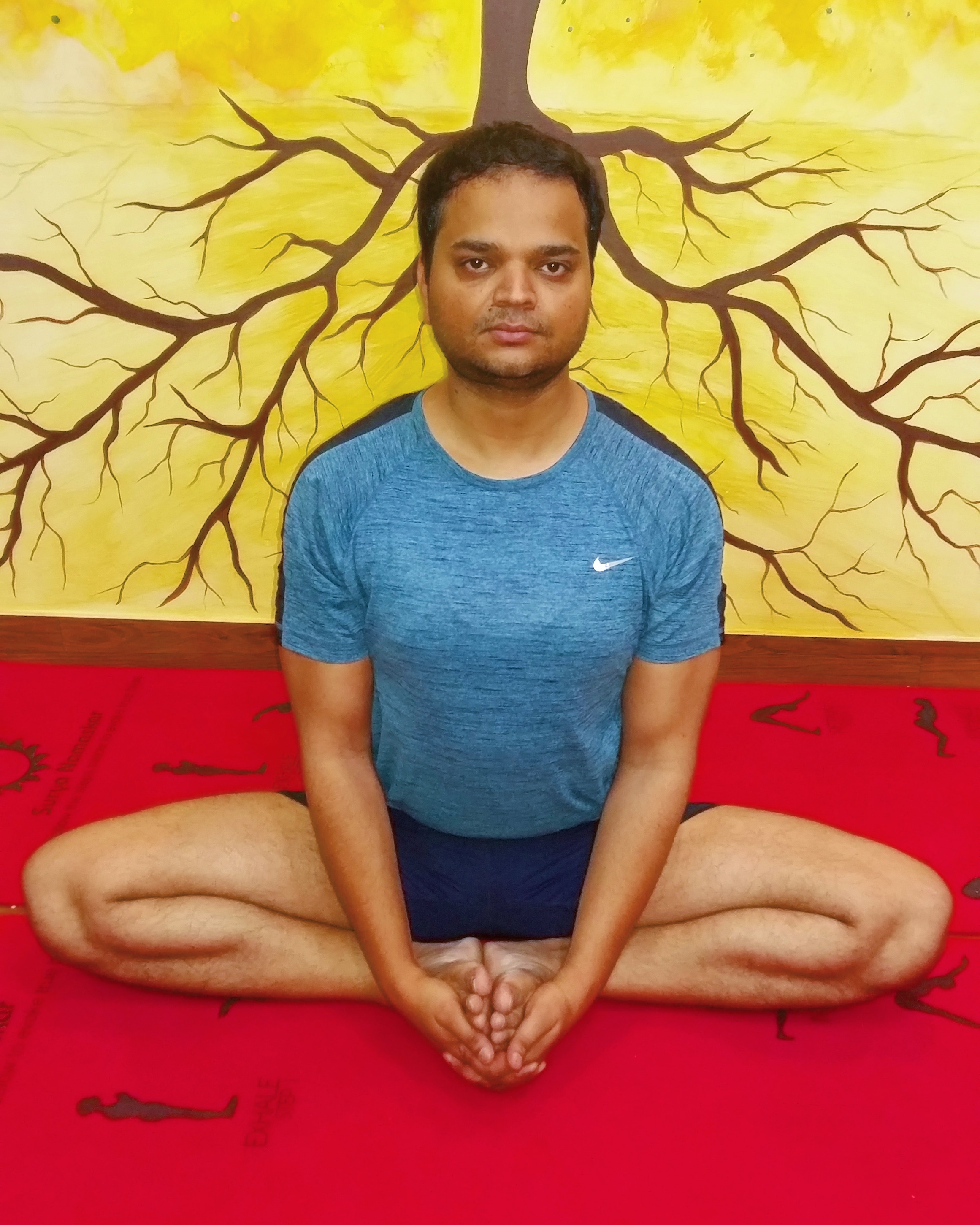
Baddhakónásana

 V pozici leže se existuje analogická Supta Baddhakónásana.